# Minyclupeoides dentibranchialus
Minyclupeoides dentibranchialus är en fiskart som beskrevs av Roberts 2008. Minyclupeoides dentibranchialus ingår i släktet Minyclupeoides och familjen sillfiskar. IUCN kategoriserar arten globalt som livskraftig. Inga underarter finns listade i Catalogue of Life.